# Battle and Romance
Battle and Romance (バトル アンド ロマンス, Batoru ando Romansu) é o álbum de estreia do grupo idol Japonês Momoiro Clover Z. Ele foi lançado no Japão dia 27 de julho de 2011.

## Detalhes do lançamento
O álbum foi lançado em três edições: Edição Regular, e Edições Limitadas A e B. A edição regular acompanha um CD; enquanto a edição limitada A acompanha um segundo CD com seis canções solo, e a edição limitada B um DVD com dois vídeos musicais. Além disso, o álbum também é disponível em dois LPs.

## Recepção
O álbum estreou em 3º no Oricon Weekly Albuns Chart.
Battle and Romance ganhou o Grand Prix no 4° CD Shop Awards, fazendo com que Momoiro Clover Z se tornasse o primeiro grupo idol a ganhá-lo. A cerimônia do CD Shop Awards acontece anualmente; os vencedores são escolhidos por votos de balconistas de lojas de CDs.
Quando as edições limitadas (A e B) de Battle and Romance foram relançadas em 10 de abril de 2010, o álbum subiu para a 2ª posição, vendendo 38,000 cópias na semana de seu relançamento. 

## Faixas
| CD (mesmas faixas em todas as edições) |                                                                                                 |         |  |
| N.º                                    | Título                                                                                          | Duração |  |
| 1.                                     | "Z Densetsu ~Owarinaki Kakumei~" (Ｚ伝説～終わりなき革命～; "Lenda Z ~Revolução Interminável~") | 5:09    |  |
| 2.                                     | "CONTRADICTION"                                                                                 | 4:16    |  |
| 3.                                     | "Mirai Bowl" (ミライボウル)                                                                     | 4:28    |  |
| 4.                                     | "Wani to Shampoo" (ワニとシャンプー; "Crocodilo e Xampu")                                       | 4:05    |  |
| 5.                                     | "Pinky Jones" (ピンキージョーンズ)                                                              | 4:16    |  |
| 6.                                     | "Kimi no Ato" (キミノアト; "Vestigios de Você")                                                 | 4:54    |  |
| 7.                                     | "D' no Junjō" (D’の純情)                                                                        | 4:16    |  |
| 8.                                     | "Ame no Tajikarao" (天手力男)                                                                   | 4:51    |  |
| 9.                                     | "Orange Note" (オレンジノート)                                                                  | 4:50    |  |
| 10.                                    | "Ikuze! Kaito Shojo" (行くぜっ!怪盗少女)                                                        | 3:50    |  |
| 11.                                    | "Stardust Serenade" (スターダストセレナーデ)                                                    | 4:33    |  |
| 12.                                    | "Kono Uta" (コノウタ; "Essa Canção")                                                            | 4:26    |  |
| 13.                                    | "Momoclo no Nippon Banzai!" (Faixa bônus, ももクロのニッポン万歳!)                              | 5:03    |  |

| Edição Limitada A - CD Bônus |                                                                            |                |         |  |
| N.º                          | Título                                                                     | Intérprete     | Duração |  |
| 1.                           | "Taiyō to Ekubo" (太陽とえくぼ)                                            | Kanako Momota  | 4:18    |  |
| 2.                           | "fall into me"                                                             | Akari Hayami   | 4:16    |  |
| 3.                           | "...Ai Desu ka?" (…愛ですか?; "...Is It Love?")                            | Shiori Tamai   | 4:34    |  |
| 4.                           | "Datte Ārin Nan Da Mōn" (だって あーりんなんだもーん☆)                     | Ayaka Sasaki   | 4:18    |  |
| 5.                           | "Arigatō no Present" (ありがとうのプレゼント; "Thank You Present")         | Momoka Ariyasu | 4:49    |  |
| 6.                           | "Koi wa Abare Oni Daiko" (恋は暴れ鬼太鼓; "Love is a Rampaging Oni Daiko") | Reni Takagi    | 4:38    |  |

| Edição Limitada B - DVD Bônus |                                                                                         |         |  |
| N.º                           | Título                                                                                  | Duração |  |
| 1.                            | "Z Densetsu ~Owarinaki Kakumei~ (Music Video)" (Ｚ伝説～終わりなき革命～ (Music Video)) |         |  |
| 2.                            | "D' no Junjō (Music Video)" (D’の純情 (Music Video))                                    |         |  |

## Desempenho nas paradas musicais
| Tabela (2011)               | Melhor posição |
| --------------------------- | -------------- |
| Oricon Daily Albums Chart   | 2              |
| Oricon Weekly Albums Chart  | 3              |
| Oricon Monthly Albums Chart | 21             |
| Billboard Japan Top Albums  | 7              |

| Tabela (2013)               | Melhor posição |
| --------------------------- | -------------- |
| Oricon Daily Albums Chart   | 2              |
| Oricon Weekly Albums Chart  | 2              |
| Oricon Monthly Albums Chart | 6              |

## Certificações
| País         | Certificação | Vendas   |
| ------------ | ------------ | -------- |
| Japão (RIAJ) | Ouro         | 100,000+ |

## Prémios e indicações

### 4° CD Shop Awards
| Ano  | Recipiente         | Categoria  | Resultado |
| ---- | ------------------ | ---------- | --------- |
| 2011 | Battle and Romance | Grand Prix | Venceu    |